# Братія-дін-Дял
Братія-дін-Дял (рум. Bratia din Deal) — село у повіті Вилча в Румунії. Входить до складу комуни Галіча.
Село розташоване на відстані 153 км на північний захід від Бухареста, 16 км на південь від Римніку-Вилчі, 80 км на північний схід від Крайови, 128 км на південний захід від Брашова.

## Населення
За даними перепису населення 2002 року у селі проживали 404 особи, усі — румуни. Усі жителі села рідною мовою назвали румунську.